# Tri Uzvišena i Pet Careva
Trojica Uzvišenih i pet careva (kineski 三皇五帝, pinyin Sānhuáng wǔdì, Wade-Giles San-huang wu-ti) su bili mitološki vladari Kine od oko 2850.  pr. Kr. do 2205.  pr. Kr., što je doba koje prethodi dinastiji Xia.

## Trojica Uzvišenih
Trojica Uzvišenih, za koje se ponekad koristi izraz Tri Suverena, su po predaji bili bogovi-kraljevi, odnosno polubožanstva koja su svojim magičnim moćima poboljšavali život naroda. Zahvaljujući svojoj uzvišenoj vrlini, doživjeli su duboku starost i vladali u periodu velikog mira.
Trojici Uzvišenih se pripisuju različiti identiteti u različitim kineskim povjesnim tekstovima. Zapisi velikog povjeničara Sima Qiana kao njihova imena navode:
- Nebeski Vladar (天皇), koji je vladao 18.000 godina
- Zemaljski Vladar (地皇), koji je vladao 11.000 godina
- Ljudski Vladar (泰皇 or 人皇), koji je vladao 45.600 godina

Yundou shu (運斗樞) i Yuanming bao (元命苞) za njih navode da su:
- Fuxi (伏羲)
- Nüwa (女媧)
- Shennong (神農)

Fuxiju i Nüwi, odnosno bračnom paru boga i božice, se pripisuje da su bili praoci čovječanstva nakon katastrofalne poplave, isto kao što se za Shennonga navodi da je izmislio zemljoradnju i prvi koristio biljke u ljekovite svrhe.
Shangshu dazhuan (尚書大傳) i Baihu tongyi (白虎通義) su Nüwu zamijenili Suirenom (燧人), pronalazačem vatre. Diwang shiji (帝王世紀) je Nüwu zamijenio Žutim Carem (黄帝), mitskim pretkom Han Kineza.

## Pet Careva
Pet Careva su bili legendarni, moralno savršeni kraljevi-mudraci. Po Zapisima velikog historičara to su bili:
- Žuti Car (黄帝)
- Zhuanxu (顓頊)
- Car Ku (嚳)
- Car Yao (堯)
- Car Shun (舜)

Yao i Shun su također poznati kao Dva Cara, a, zajedno s Yuem Velikim (禹), osnivačem dinastije Xia, se smatraju uzornim vladarima i moralnim primjerima koje su u kasnijoj kineskoj povijesti koristili konfucijanci. Shangshu Xu (尚書序) i Diwang shiji uvode Shaohaoa (少昊) umjesto Žutog Cara.
Pjesma Chua (楚辭) kao Pet Careva navodi bogove — strane svijeta:
- Shaohao (istok)
- Zhuanxu (sjever)
- Žuti Car (centar)
- Shennong (zapad)
- Fuxi (jug)

Knjiga obreda (禮記) izjednačuje Pet Careva s Pet Loza (五氏), koje tvore:
- Youchao-shi (有巢氏)
- Suiren-shi (燧人氏)
- Fuyi (伏羲氏)
- Nüwa (女媧氏)
- Shennong (神農氏)

U određenom smislu, prvi povijesni car Kine bio je Qin Shi Huang (秦始皇), koji je uveo novi izraz za cara (huangdi 皇帝) kombinirajući nazive "uzvišeni" (huang 皇) i "bog-kralj" (di 帝).